# Капфенберг (футбольный клуб)
«Капфенберг» (нем. Kapfenberger SV) — австрийский футбольный клуб из одноимённого города, в настоящий момент выступает в второй австрийской Бундеслиге, втором по силе дивизионе страны.

## История

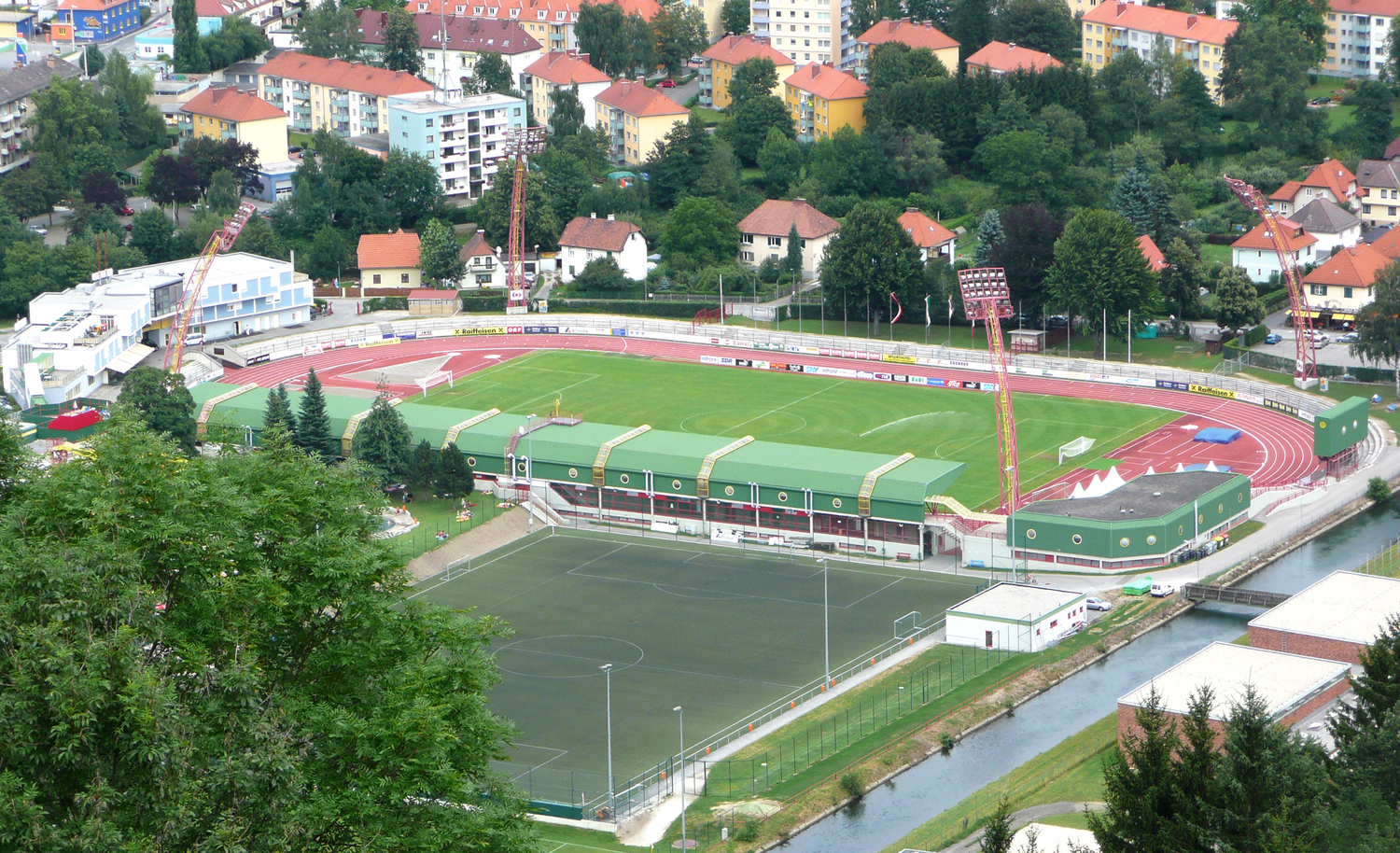
Стадион имени Франца Фекете

Клуб основан 14 сентября 1919 года, домашние матчи проводит на стадионе имени Франца Фекете, вмещающем 12 000 зрителей. Цвета команды красный и белый. До 50-х годов 20-го века «Капфенберг» выступал в местных лигах региона Штирия, в высшем австрийском дивизионе клуб дебютировал в сезоне 1954-55, и выступал в ней до конца 50-х годов. В 60-х годах клуб несколько раз вылетал и вновь возвращался в высший дивизион, последним сезоном в высшем дивизионе в тот период стал для «Капфенберга» сезон 1966/67. В следующий раз вернутся в Бундеслигу команде удалось лишь спустя 41 год, победив в Первой лиге в сезоне 2007-08.
Была известна также как «Суперфунд» («КСВ-Суперфунд»; KSV Superfund) по спонсорскому названию.

## Достижения
- Победитель Первой лиги Австрии (2): 1953-54, 2007-08.
- Победитель Региональной лиги Австрии (4): 1960-61, 1962-63, 1973-74, 2001-02.